# Lasioglossum kraussi
Lasioglossum kraussi is een vliesvleugelig insect uit de familie Halictidae. De wetenschappelijke naam van de soort is voor het eerst geldig gepubliceerd in 1954 door Michener.